# Сфера (космический аппарат)
Сфера (индекс ГУКОС — 11Ф621) — серия первых советских геодезических спутников, запускавшихся в период с 1968 по 1978 год. Предназначались для создания единой системы координат всей поверхности земного шара, установления геодезических связей между континентами и островами, уточнения геофизических параметров Земли.
Спутники серии Сфера обеспечили создание геодезической сети по всей поверхности земного шара с точностью до нескольких метров. Были уточнены форма и размеры Земли, параметры гравитационного поля, создана модель Земли. На базе спутников был создан космический геодезический комплекс.
Благодаря этой системе была создана единая система координат земного шара с началом в центре масс Земли, уточнены элементы ориентирования с системой координат 1942 года (СК-42), уточнены геофизические параметры планеты и создана модель Земли 1977 года. Всё это дало возможность в несколько раз повысить эффективность использования потребителями геодезической информации и сократить время по оснащению триангуляционными знаками национальной геодезической сети. Уточнения параметров фигуры Земли и её гравитационного поля потребовались в первую очередь для нормального функционирования низкоорбитальной системы навигации «Циклон»/«Залив».
Всего было запущено 18 спутников «Сфера».
Комплекс находился на вооружении в 1973—1980 гг.

## Разработка и эксплуатация
Геодезический комплекс «Сфера» разрабатывался по заказу Военно-топографического управления Генерального штаба Вооруженных Сил СССР (ВТУ ГШ).
Головным предприятием по разработке КА было назначено НПО прикладной механики имени академика М. Ф. Решетнёва (г. Красноярск-26). Работа над спутником началась в 1963 году. К созданию КА были привлечены НИИ-885 (впоследствии РНИИ КП, ныне — ОАО РКС)[прояснить], Томский филиал Всесоюзного НИИ электромеханики и другие.
Импульсную световую сигнализацию проектировал Красноярский радиотехнический завод (ПО «Радиотехнический завод», г. Красноярск)  .
Первый КА типа «Сфера» (Космос-203) был запущен 20 февраля 1968 года. Космический аппарат отработал на орбите 1 год и 3 месяца, что больше 6 месяцев проектного срока активного существования. Лётные испытания геодезического КА «Сфера» были завершены в 1972 году.
Всего было запущенно 18 КА Сфера, из них — 17 успешно. Второй запуск, 4 июня 1968 года был неудачным, спутник на орбиту не вышел.
Последний из запущенных КА (Космос-1067) был выведен на орбиту 26 декабря 1978 года и проработал до 1 мая 1980 года.

### Список запусков
| 1  | Космос-203  | 20.02.1968 |
| 2  | —           | 04.06.1968 |
| 3  | Космос-256  | 30.11.1968 |
| 4  | Космос-272  | 17.03.1969 |
| 5  | Космос-312  | 24.11.1969 |
| 6  | Космос-409  | 28.04.1971 |
| 7  | Космос-457  | 20.11.1971 |
| 8  | Космос-480  | 25.03.1972 |
| 9  | Космос-539  | 21.12.1972 |
| 10 | Космос-585  | 08.09.1973 |
| 11 | Космос-650  | 29.04.1974 |
| 12 | Космос-675  | 29.08.1974 |
| 13 | Космос-708  | 12.02.1975 |
| 14 | Космос-770  | 24.09.1975 |
| 15 | Космос-842  | 21.07.1976 |
| 16 | Космос-911  | 25.05.1977 |
| 17 | Космос-963  | 24.11.1977 |
| 18 | Космос-1067 | 26.12.1978 |

Все запуски производились РН «Космос-3М» с космодрома Плесецк, со стартовых площадок 132/1 и 132/2.

## Аппарат
Аппарат цилиндрической формы, разработан на базе спутниковой платформы КАУР-1. И, соответственно, обладает такими особенностями платформы КАУР, как:
- неориентированные солнечные батареи (СБ);
- совмещение конструкции термостатированного каркаса СБ и радиатора системы терморегулирования;
- отсутствие двигательной установки;
- одноосная магнито-гравитационная система ориентации (у КА 11Ф621 отсутствует система ориентации);

### Характеристики
- Масса — 750 кг[2]
- Мощность СЭП — 100 Вт
- Габариты — 3×2,04 м

### Оборудование
Спутник был оснащён бортовой геодезической аппаратурой, совмещённой с аппаратурой командно-измерительной радиолинии, а также системой импульсной световой сигнализации с мощной лампой-вспышкой. Импульсная лампа обеспечивала заметность КА на фоне звёздного неба. Такая световая сигнализация позволяла определять положение КА относительно звезд с погрешностью 3-6 угловых секунд. Радиотехническая аппаратура на КА обеспечивала определение доплеровской скорости спутника с погрешностью 0,1 м/c.
Первые аппараты «Сфера» запускались на круговые орбиты высотой порядка 1200 км с наклонением 74 градусов. Последующие аппараты запускались на орбиты высотой до 1300—1500 км с целью уменьшения возмущающих воздействий остатков атмосферы. Период обращения ~ 116 минут.